# Mireille Granelli
Mireille Granelli (Boulogne-Billancourt, 1936) è un'attrice francese.

## Biografia
Dopo aver interpretato due film francesi, nel 1956 giunse in Italia dove ebbe un ruolo da protagonista in Noi siamo le colonne, diretta da Luigi Filippo D'Amico; interpretò Lea, la figlia del proprietario di una pensione (Lauro Gazzolo) la quale, inizialmente fidanzata con il commesso di una libreria (Aroldo Tieri) ha una relazione contrastata con uno studente universitario (Antonio Cifariello). Dopo il film Beatrice Cenci (1956) di Riccardo Freda, fece ritorno in Francia, dove partecipò ad altri cinque film.
Rientrò in Italia nel 1961, ancora una volta con un ruolo da protagonista in Il federale di Luciano Salce (interpretò il personaggio di Rita Bardacci), ma la sua carriera non decollò; partecipò tra il 1963 e il 1968 a due peplum e a uno spaghetti western. Sposata con l'attore Ettore Manni, con cui apparve nel film Ursus, il terrore dei kirghisi (1964), e dal quale ebbe una figlia, dopo il 1968 abbandonò l'attività cinematografica, ritirandosi a vita privata.

## Filmografia
- Ragazze folli (Futures vedettes) regia di Marc Allégret (1955)
- Pardonnez nos offenses, regia di Robert Hossein (1956)
- Noi siamo le colonne, regia di Luigi Filippo D'Amico (1956)
- Beatrice Cenci, regia di Riccardo Freda (1956)
- Il grande bluff (Le grand bluff), regia di Patrice Dally (1957)
- A colpo sicuro (Les truands), regia di Carlo Rim (1957)
- Al servizio dell'imperatore (Si le roi savait ca), regia di Caro Canaille (1958)
- Mimi Pinson, regia di Robert Darene (1958)
- Croquemitoufle, regia di Claude Barma (1959)
- Il federale, regia di Luciano Salce (1961)
- Ursus nella terra di fuoco, regia di Giorgio Simonelli (1963)
- Ursus, il terrore dei kirghisi, regia di Antonio Margheriti e Ruggero Deodato (1964)
- Missione Caracas (Mission spéciale à Caracas), regia di Raoul André (1965)
- Quanto costa morire, regia di Sergio Merolle (1968)

## Doppiatrici italiane
- Maria Pia Di Meo in Beatrice Cenci, Il federale
- Fiorella Betti in Noi siamo le colonne
- Rita Savagnone in Ursus, il terrore dei kirghisi